# A Goat as Our Shepherd
A Goat as Our Shepherd (abrégé AGAOS) est un groupe belge de death metal.

## Histoire
Le groupe est formé en 2018. Un an après leur formation, ils publient deux EP en 2019, Agaos et Talion. Morbid quitte le groupe en 2022.
Le groupe sort son premier album studio, Epiphany, en novembre 2023, qui comprend notamment le morceau The Awakening of he Martyr issu de leur premier EP sorti en 2019,,. Cette même année, le  groupe fait partie du line-up de l'Alcatraz Metal Festival. Un an plus tard, ils jouent le 8 juin 2024 au Café Nocturna de Hasselt avec les groupes Behold et Patroness.

## Discographie
- 2019 : Agaos (EP)
- 2019 : Talion (EP)
- 2019 : Agaos (compilation)
- 2019 : Societal Delirium (single)
- 2019 : Veil of Sanity (single)
- 2019 : Torrential Rain (single)
- 2023 : Epiphany (album)